# António Vitorino da França Borges (militar)
António Vitorino da França Borges OC • CvA • ComA • GOA • GCIH (Lisboa, 8 de Maio de 1901 — 21 de Fevereiro de 1986) foi um militar e político português que entre outras funções de relevo foi presidente da Câmara Municipal de Torres Vedras (1932-1934), governador militar da Madeira (1958) e presidente da Câmara Municipal de Lisboa (1959-1970), em cuja qualidade integrou a Câmara Corporativa, representando o município de Lisboa. Foi sobrinho paterno homónimo do jornalista e escritor António Vitorino da França Borges (1871-1915).

## Biografia
Tirou o Curso da Escola de Guerra em 1919, tornando-se oficial do Exército Português. Até 1944 manteve-se no Regimento de Infantaria N.º 5 das Caldas da Rainha, sendo posteriormente instrutor da Escola Prática de Infantaria. Promovido a major, foi 2.º Comandante Interino do Batalhão de Caçadores n.º 5 de Lisboa. Foi, ainda, Presidente da Liga dos Bombeiros Portugueses. Sendo tenente-coronel, foi professor eletivo da Escola de Promoção a Oficial Superior do Instituto de Altos Estudos Militares. Entre 1953 e 1954 foi Comandante do Batalhão de Caçadores em expedição à Índia e, em 1958, foi promovido a brigadeiro. Atingiu o posto de general.
Republicano, participou no 1.º Congresso da União Nacional com uma tese sobre os municípios rurais. Iniciou a sua carreira política, com o posto de tenente, como presidente da Câmara Municipal de Torres Vedras (1932-1934). Foi posteriormente nomeado Governador Militar da Madeira (1958).
Nomeado pelo governo, tomou posse da presidência da Câmara Municipal de Lisboa a 30 de Março de 1959, sendo reconduzido em 1963 e 1967, permanencendo naquelas funções até 3 de Março de 1970, data em que foi aposentado a seu pedido. Entre as obras realizadas durante os seus mandatos destacam-se a construção de fogos destinados a desalojados e funcionários municipais no Bairro Padre Cruz e nos bairros de Pedralvas, Charquinho, Bela Vista, Alto da Ajuda, Vale Formoso, Ourives e Chelas. Também nesse período foi recoberto o Caneiro de Alcântara e se procedeu à remodelação do Largo do Rato e da Avenida da República. Foi da sua iniciativa a cedência de terrenos municipais para ampliação do Aeroporto da Portela e a construção do Parque de Campismo de Monsanto, a construção do Restaurante Panorâmico de Monsanto, a constituição do Museu Antoniano e diversas bibliotecas municipais.
Entre 1959 e 1970, na qualidade de Presidente da Câmara Municipal de Lisboa nomeado pelo Governo, integrou a Câmara Corporativa, representando o Município de Lisbooa. Durante a VII Legislatura, entre 1957 e 1961, na qual fez parte da XI Secção - Autarquias Locais, tendo subscrito ou relatado um total de seis pareceres:
- 22/VII – Abastecimento de água das populações rurais,
- 25/VII – Alterações ao Código Administrativo (ao período do mandato dos presidentes e vice-presidentes das câmaras municipais e a outras disposições),
- 39/VII – Reforma da previdência social,
- 31/VII – Plano de Viação Rural,
- 36/VII – Projecto de Regulamento das Estradas e Caminhos Municipais
- 42/VII – Estatuto da Saúde e Assistência.

Durante a VIII Legislatura, entre 1961 e 1965, na qual fez parte da XI Secção - Autarquias Locais, tendo subscrito ou relatado um total de três pareceres:
- 4/VIII – Valorização do património imobiliário das Misericórdias,
- 10/VIII – Extensão aos industriais de obras de construção civil particulares das medidas de disciplina aplicáveis aos empreiteiros de obras públicas nos termos da legislação em vigor
- 18/VIII – Projecto de Plano Intercalar de Fomento para 1965-1967 (Continente e ilhas) – ANEXO V – Habitação.

Durante a IX Legislatura, entre 1965 e 1969, na qual fez parte da XI Secção - Autarquias Locais, tendo subscrito ou relatado ou total de quatro pareceres:
- 7/IX – Plano director da região de Lisboa,
- 9/IX – Projecto do III Plano de Fomento, para 1968-1973 − Continente e ilhas – ANEXO VI − Melhoramentos rurais,
- 9/IX – Projecto do III Plano de Fomento, para 1968-1973 − Continente e ilhas – ANEXO XII − Habitação e urbanização
- 17/IX - Competência das câmaras municipais em matéria de regulamentação de trânsito.

Durante a X Legislatura, entre 1969 e 1973, na qual fez parte da XI Secção - Autarquias Locais, não tendo subscrito ou relatado qualquer parecer.
A 14 de Junho de 1929 foi feito Oficial da Ordem Militar de Nosso Senhor Jesus Cristo, a 22 de Outubro de 1940 foi feito Cavaleiro da Ordem Militar de São Bento de Avis, a 15 de Abril de 1950 foi elevado a Comendador da mesma Ordem, a 27 de Setembro de 1958 foi elevado a Grande-Oficial da mesma Ordem e a 15 de Junho de 1962 foi agraciado com a Grã-Cruz da Ordem do Infante D. Henrique.